# Třída Wind
Třída Wind byla třída amerických ledoborců z období druhé světové války. Celkem bylo postaveno osm jednotek této třídy. Prvních pět jednotek bylo pro Pobřežní stráž Spojených států amerických, dvě pro Námořnictvo Spojených států amerických a jedna pro Kanadské královské námořnictvo. Ve službě byly v letech 1944–1989. Americká pobřežní stráž plavidla označovala jako velké kutry. Za války byly tři zapůjčeny sovětskému námořnictvu na základě zákona o půjčce a pronájmu. Po vrácení do USA tuto trojici provozovalo námořnictvo, než byly předány zpět pobřežní stráži. Z amerických plavidel byl jako první roku 1968 vyřazen Eastwind  a jako poslední roku 1989 Northwind. Kanadský ledoborec Labrador byl vyřazen roku 1987. V době své stavby byla třída Wind považována za technologicky nejpokročilejší ledoborce světa.

## Stavba
Stavba pěti ledoborců pro americkou pobřežní stráž byla objednána v listopadu 1941 u americké loděnice Western Pipe and Steel Company v San Pedru v Kalifornii. Stavba měla vysokou prioritu, neboť ledoborce měly sloužit k zásobování amerických základen v Grónsku a k vedení arktických konvojů. Ledoborce byly rozestavěny roku 1942 a přijaty do služby v letech 1944–1945. Roku 1946 byly spuštěny další dva ledoborce objednané americkým námořnictvem. Dokončeny byly v letech 1946–1947. Za osmou jednotkou třídy Wind je označován ledoborec kanadského námořnictva Labrador. Z třída Wind konstrukčně vycházel. Do služby byl přijat roku 1954.
Jednotky třídy Wind:
| Jméno                     | Založení kýlu     | Spuštění na vodu  | Vstup do služby   | Status |
| ------------------------- | ----------------- | ----------------- | ----------------- | --- |
| USCGC Northwind (WAG-278) | 9. června 1942    | 28. prosince 1942 | 26. února 1944    | Bezprostředně po přijetí do služby zapůjčen Sovětskému svazu, kde sloužil jako Severnyj větěr. Vrácen v 19. prosince 1951. Dne 31. ledna 1952 zařazen do amerického námořnictva jako USS Northwind (AGB-5). Dne 25. února 1952 přejmenován na USCGC Staten Island (WAGB-278). Dne 1. února 1966 předán americké pobřežní stráži. Vyřazen 15. listopadu 1974. Sešrotován. |
| USCGC Eastwind (WAG-279)  | červen 1942       | 6. února 1943     | červen 1944       | Vyřazen 1968. |
| USCGC Southwind (WAG-280) | 20. července 1942 | 8. března 1943    | 15. července 1944 | Od 25. března 1945 do 28. prosince 1949 zapůjčen Sovětskému svazu jako Kapitan Belousov. Dne 1. října 1950 přijat do amerického námořnictva jako USS Atka (AGB-3). Dne 31. října 1966 předán americké pobřežní stráži. Dne 18. ledna 1967 zařazen jako USCGC Southwind (WAGB-280). Vyřazen 1974. Sešrotován.                                                             |
| USCGC Westwind (WAG-281)  | 24. srpna 1942    | 31. března 1943   | 18. září 1944     | Od 21. února 1945 do 19. prosince 1951 zapůjčen Sovětskému svazu jako Severnyj Poljus. Dne 1. února 1952 zařazen do amerického námořnictva jako USS Westwind (AGB-6). V březnu 1952 předán americké pobřežní stráži. Zařazen 22. září 1952 jako USCGC Westwind (WAGB-281). Vyřazen 29. února 1988.                                                                       |
| USCGC Northwind (WAG-282) | červenec 1942     | 25. února 1945    | červenec 1945     | Vyřazen 1989. |
| USS Burton Island (AG-88) | 15. března 1946   | 30. dubna 1946    | 28. prosince 1946 | Dne 1. března 1949 reklasifikován na ledoborec USS Burton Island (AGB-1). Dne 15. prosince 1966 zařazen k americké pobřežní stráži jako USCGC Burton Island (WAGB-283). Vyřazen 9. května 1978. Sešrotován. |
| USS Edisto (AGB-89)       | 15. května 1945   | 29. května 1946   | 20. března 1947   | Dne 1. března 1949 reklasifikován na ledoborec USS Edisto (AGB-2). Dne 20. října 1965 zařazen do americké pobřežní stráže jako USCGC Edisto (WAGB-284). Vyřazen 15. listopadu 1974. Sešrotován. |
| CCGS Labrador (50)        | 1949              | 1951              | 8. července 1954  | Vyřazen 28. května 1987. Sešrotován. |

## Konstrukce

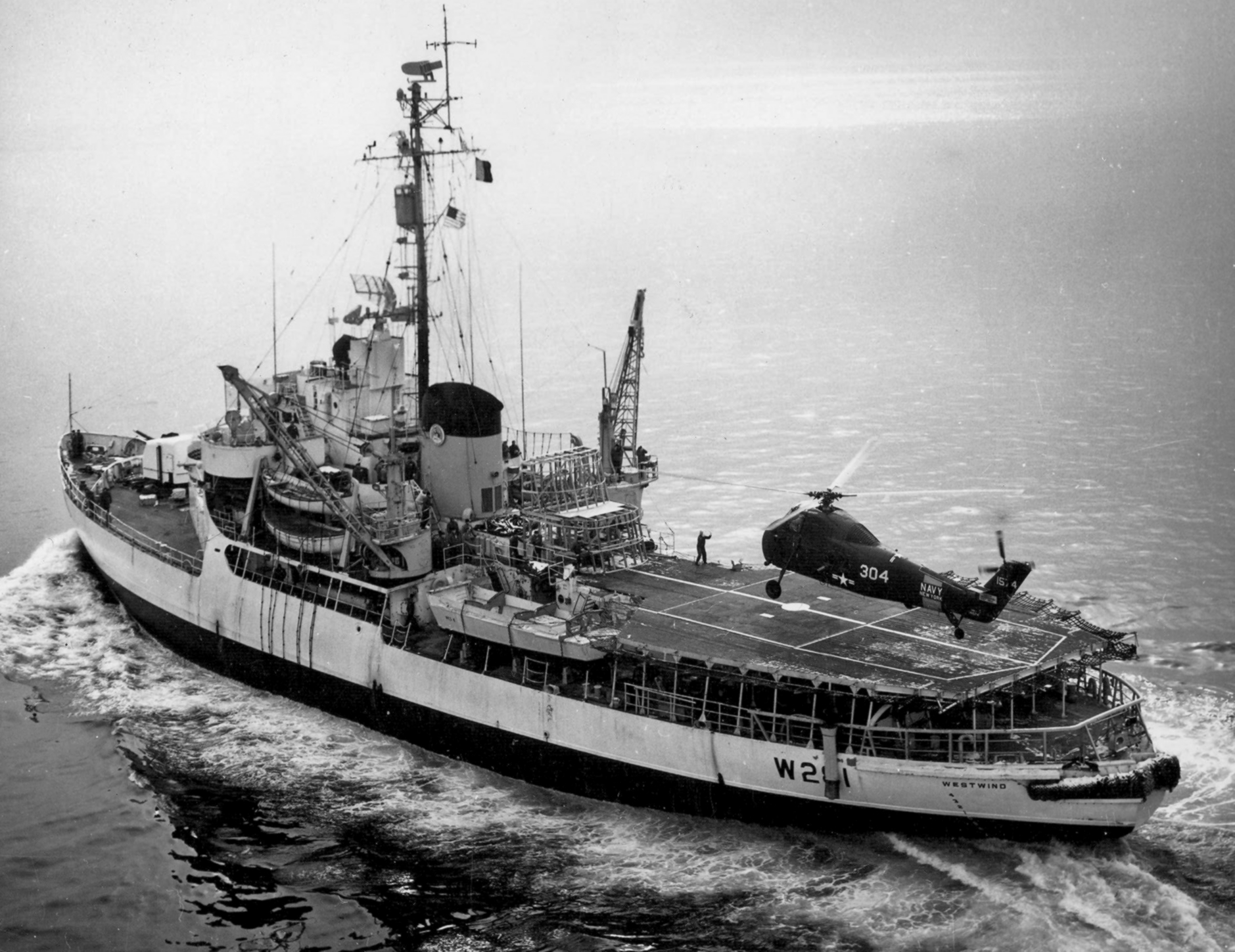
Westwind v roce 1961

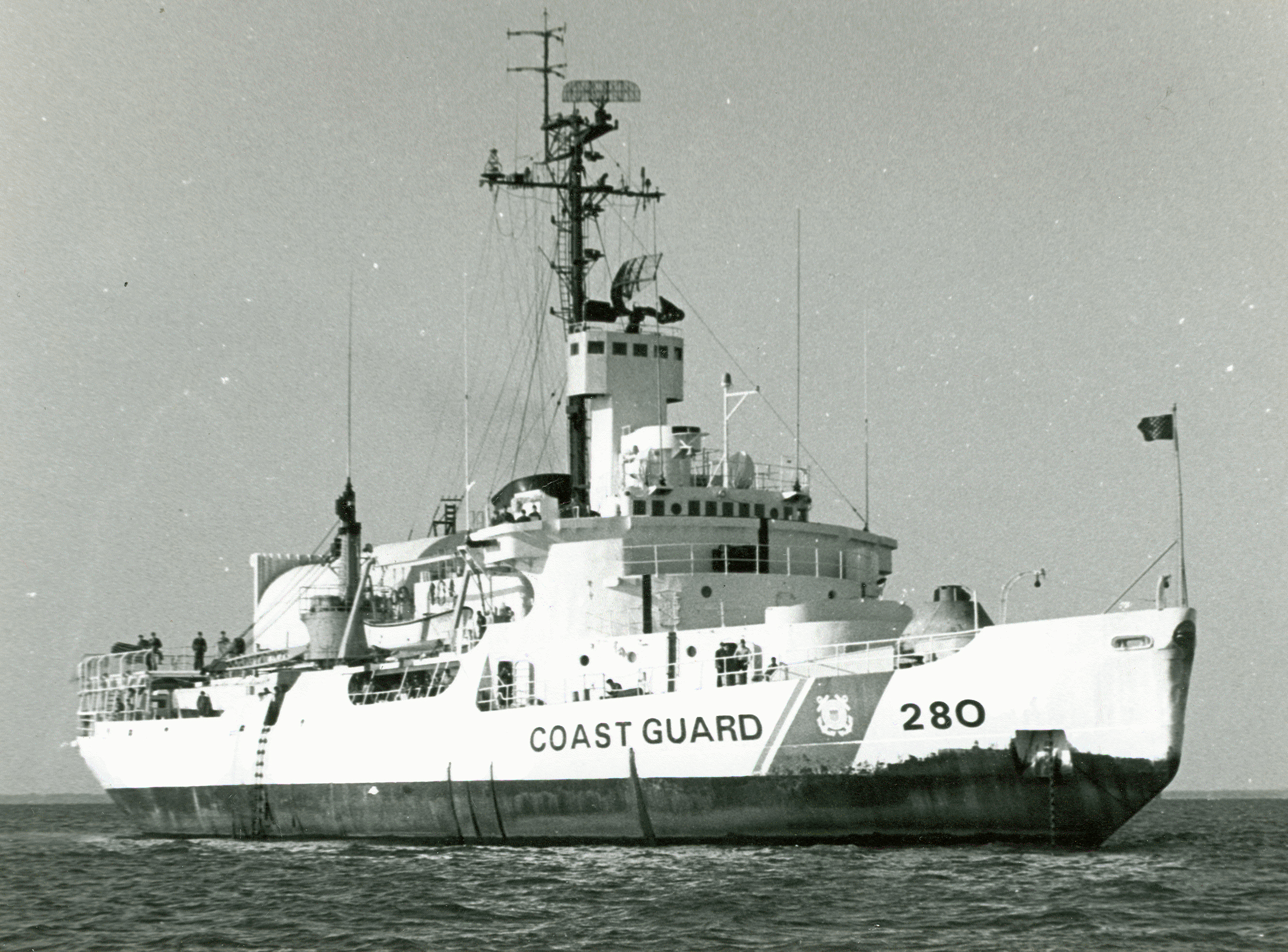
Southwind v roce 1970

Trup ledoborců třídy Wind byl navržen s ohledem na velkou pevnost. Příď měla šikmou přední část, která plavidlu umožňovala najíždět na těžký led a rozbíjet ho svou vahou. Jelikož byla třída Wind stavěna za války, nesla silnou výzbroj. Hlavňovou výzbroj tvořily čtyři 127mm kanóny ve dvoudělových věžích, dvanáct protiletadlových 40mm kanónů Bofors a šest 20mm kanónů Oerlikon. K ničení ponorek sloužil jeden salvový vrhač hlubinných pum Hedgehog, který doplňovalo dalších šest vrhačů a dva spuštěče hlubinných pum. Na zádi byl prostor pro manipulaci s hydroplánem. Pohonný systém tvořily tři diesel-generátory Fairbanks-Morse a tři elektromotory o výkonu 12 000 hp, pohánějící dva lodní šrouby na zádi a třetí v přídi. Příďový šroub měl vytlačovat rozbitý led od boků plavidla. Nejvyšší rychlost dosahovala 16 uzlů. Dosah byl 38 000 námořních mil při 10,5 uzlech.

### Modifikace
Roku 1945 byl odstraněn přídový lodní šroub. V 70.–80. letech byly americké ledoborce této třídy neozbrojené. V pozdější fázi služby byly vybaveny přistávací plochou pro vrtulník a teleskopickým hangárem pro uložení dvou strojů Sikorsky HH-52S.